# 水合氯醛
水合氯醛，又称水合三氯乙醛，是三氯乙醛的醛水合物，化学式為C2H3Cl3O2，用作有机合成中间体、催眠药和抗惊厥药。
纯水合氯醛是无色透明有强烈辛辣和芳香气味的单斜片状结晶固体，有挥发性。易溶于水、乙醇、氯仿、甘油、乙醚、丙酮、丁酮，微溶于苯、二硫化碳、石油醚、甲苯。遇碱分解为氯仿和甲酸盐。遇热释放出有毒有刺激性的气体。加热到98°C时分解为三氯乙醛和水。

## 制取
由乙醇在酸性溶液中被氯气氯化得到三氯乙醛。它首先由尤斯图斯·冯·李比希于1832年通过此法制备出来。
反应若在碱性条件下进行，则发生卤仿反应，生成氯仿。
4 Cl2 + C2H5OH + H2O → Cl3CCH(OH)2 + 5 HCl
将三氯乙醛、对苯二酚、碳酸钙和碳酸钠混合加热至90℃，减压蒸馏，收集30℃（5.32－10.64kPa）馏分，得精制三氯乙醛。搅拌下缓缓加入0.182倍量的水，至反应液成粥状，静置结晶。过滤，低温干燥，得水合氯醛。

## 用途

### 有机合成
水合氯醛在工业上可用于合成滴滴涕、敌百虫等农药。水合氯醛与硫酸的混合物经蒸馏可得三氯乙醛。水合氯醛与苯胺、羟胺在硫酸中缩合环化可得靛红：

### 催眠药
水合氯醛的催眠作用首先于1869年发现。由于水合氯醛很容易合成，因此自此以后它便成为广泛使用的催眠药。
水合氯醛用于治疗失眠、烦躁不安和惊厥，是19世纪末和20世纪前期时很常用的催眠药，当时很多明星的死亡都与水合氯醛服药过量或其副作用有关，比如玛丽莲·梦露和约翰·丁达尔(John Tyndall)。在20世纪中期时很大程度上被巴比妥类药物以及此后的苯二氮䓬类药物所代替。也曾用作基础麻醉的辅助用药，但目前已很少使用。在中華人民共和國，知名的水合氯醛使用者是中國共產黨中央委員會主席毛澤東，是為了治療困擾已久的失眠症。
一般以口服溶液、胶浆或灌肠方式给药。口服催眠剂量30分钟即可诱导入睡，持续4－8小时，醒后无不适感。催眠作用温和，无明显后作用。大剂量可引起昏迷和麻醉，抑制延髓呼吸及血管运动中枢，导致死亡。对肾和肝有损害。催眠机理可能与巴比妥类药物类似。因此水合氯醛被用作强奸犯罪前使用的催眠药。
在体内可被迅速吸收。大部分分布于肝脏和其他组织内，1小时达高峰，维持4－8小时。水合氯醛在体内很快被乙醇脱氢酶还原为三氯乙醇；三氯乙醇是发生催眠作用的主要物质。三氯乙醇的血浆半衰期约为8小时，它与葡糖醛酸结合而失活，经肾脏排出。
在人类儿科仍有使用。可用于儿童和不听话成人做脑电图之前的镇定，因为本品是少有的不会抑制癫痫样放电的镇静剂。
现有（从1990年代起）動物倫理规定大多禁止单独使用本品作为实验动物的麻醉药。本品主要有催眠作用，真正达到全身麻醉需要的剂量会导致呼吸抑制，且常用的腹腔内注射给药方式有明显的刺激性，因此不适合留活口的手术。一般也认为本品没有镇痛作用。由于起效慢可能导致动物在死前喘气，也禁止单独作为安乐死药剂。2024年的共识仍旧维持如此。期刊很可能会拒绝单独使用本品作为实验动物的麻醉药的文章，除非作者提供出不能使用其他麻醉药的有效原因。不过2023年开始有一系列研究指出静脉注射水合氯醛似乎有不错的镇痛作用（可以抑制背根神经节的信号传递，也减延长了老鼠被烫尾巴时产生收回反应需要的时间），这一方面的研究还有待完善。